# Семаго Володимир Володимирович
Володимир Володимирович Семаго (нар. 27 квітня 1947, Москва, за іншими даними Харбін, Китай) — російський політичний діяч і бізнесмен. Депутат Державної думи першого (1993-1995), другого (1995-1999) та четвертого скликань (2003-2007, був депутатом з 2006 року). У Держдумі першого і другого скликань, входив у фракцію КПРФ (у другому складі Держдуми — до вересня 1998 року), в Держдумі четвертого скликання — у фракцію «Єдиної Росії». У 2016 році - кандидат в депутати Державної Думи від партії «Яблуко». Президент компанії «Енергопром».

## Біографія
Народився в Харбіні в родині військового льотчика. З 1966 по 1973 рік навчався в МІБІ (факультет теплогазопостачання і вентиляції). У 1973-1977 роках — майстер, виконроб «Мособлсантехмонтаж-2». У 1977-1983 роках — інженер готельного комплексу «Сонячний», заступник директора готелю, економіст в системі Державного комітету СРСР по іноземному туризму. У 1979 році закінчив Академію зовнішньої торгівлі Міністерства зовнішньої торгівлі СРСР за фахом «економіст-міжнародник». У 1981-1983 роках — бухгалтер за розрахунками з іноземними туристичними компаніями відділу Англії, Австралії і Новій Зеландії Комерційного управління Держкомінтуристу. У 1983-1986 роках — заступник голови Домодєдовського райспоживспілки (Московська область). У 1986-1988 роках — головний інженер дирекції з будівництва об'єктів Держкомітету СРСР з науки і техніки.
У 1988 році почав займатися бізнесом: президент акціонерного товариства «Экоэн», генеральний директор спільного підприємства «Московський комерційний клуб». Член КПРС у 1977-1991 роках. У 1992 році був свідком у засіданнях Конституційного суду по справі КПРС.
У 1993 році обраний депутатом Державної думи першого скликання за загальнофедеральним списком КПРФ. Був членом Комітету у справах жінок, сім'ї та молоді, членом фракції КПРФ. У 1994 році на засіданні Державної Думи, під час обговорення питання про етнічні чистки в Чечні, висловив свій депутатський протест проти того, що про росіян турбуються так сильно, а про печенігах ніхто не дбає, пояснюючи свою тривогу тим, що сам за походженням печеніг.
У 1995 році обраний депутатом Державної думи другого скликання за загальнофедеральним округом. Увійшов до складу фракції КПРФ. У листопаді 1995 року став членом Національного банківського ради Центрального банку РФ (від Державної думи), пізніше став головою ради директорів «Росбизнесбанка». З серпня 1996 року — член координаційної ради НПСР. У 1997-1998 роках очолював комісію Державної думи з перевірки фактів участі посадових осіб органів державної влади РФ і органів державної влади суб'єктів РФ у корупційній діяльності. У вересні 1998 року заявив про вихід з фракції КПРФ, однак у прес-службі партії сказали, що Семаго вже виключений з фракції за порушення дисципліни.
27 вересня 1998 року брав участь у виборах мера Нижнього Новгорода. Програв у першому турі, отримавши близько 20 % голосів виборців. У 1999 році був включений у загальнофедеральний список кандидатів у депутати від руху «Духовна спадщина», проте пізніше вийшов із нього. 18 листопада 1999 року зареєстровано кандидатом на пост мера Москви, але 15 грудня відмовився від участі у виборах.
У квітні 2000 року виключений з КПРФ рішенням первинної партійної організації, на обліку якої він був. Сам Семаго не погодився з виключенням, зазначивши, що він може спробувати відновити членство в КПРФ у судовому порядку.
У 2003 році балотувався в Державну думу четвертого скликання за списком «Єдиної Росії», обраний не був. Однак 16 червня 2006 року став депутатом у зв'язку з достроковим припиненням депутатських повноважень Павла Пожигайло (призначеного в травні заступником міністра культури РФ). У передвиборчому списку «Єдиної Росії» Семаго слідував за Пожигайло, тому йому дісталося звільнене місце. У Держдумі був членом фракції «Єдина Росія», членом Комітету з освіти і науки.
24 вересня 2007 року на з'їзді партії «Патріоти Росії» був включений в її федеральний передвиборчий список. Партія програла вибори, отримавши 0,89 % голосів виборців. У вересні 2007 року Семаго подав позов і вимагав скасувати державну реєстрацію КПРФ. Семаго, зокрема, заявив, що програма КПРФ заснована на «Маніфесті комуністичної партії» Карла Маркса, що, на думку Семаго, суперечило федеральним законом «Про екстремізм». У КПРФ зазначили, що не надають серйозного значення позовом.
З лютого 2010 року по грудень 2011 вів програму «Економіка по-російськи» на «Російській службі новин», що був співведучим документального серіалу «Без особливого ризику». До березня 2014 року — ведучий програм «Підсумки тижня з Володимиром Семаго» і «Ранок з Володимиром Семаго „Своїми словами“ Фінам FM (з 1 березня 2014 р. — Столиця FM). За словами самого Семаго, звільнення відбулося через його позиції щодо ситуації в Криму.
У 2016 році висунутий партією «Яблуко» кандидатом в депутати Державної Думи по Люблінському одномандатному округу Москви.

## Бізнес
У 2001-2004 роках — президент ЗАТ «ПТК Енергопром». З 2005 року по травень 2006 року — президент ЗАТ «Проектна Компанія Енергопром».

## Кар'єра в кіно
- Під час навчання в МІБІ грав у КВН в одній команді з Геннадієм Хазановим і Леонідом Якубовичем[11].
- У 1999 році зіграв роль слідчого у фільмі Станіслава Говорухіна «Ворошиловський стрілець». Також зіграв епізодичні ролі в картинах «У серпні 44-го» (2000), «Спадкоємиці» (2001), «Олігарх» (2002), «Не хлібом єдиним» (2005), «Одного разу в Ростові» (2012).